# Championnat de La Réunion de football 2024
Navigation
R1 2023 R1 2025
Le championnat de La Réunion de football 2024 ou championnat de Régionale 1 Réunion est la 75e édition de la compétition.

## Changements

### Promus
- JS Sainte-Rosienne
- SS Saint-Louisienne
- JS Gauloise
- Ravine Blanche FC

### Relégués de l'édition précédente
- SC Chaudron
- AS Capricorne
- US Sainte-Marienne
- OCSA Léopards

## Les clubs de l'édition 2024
| \| JS Gauloise Saint-Louisienne Excelsior Jeanne d'Arc AS Sainte-Suzanne AF Saint-Louis JS Sainte-Rosienne Saint-Denis FC ACF Piton Saint-Leu Tamponnaise Trois-Bassins FC JSSP St-Pauloise Ravine Blanche \| Localisation des clubs engagés dans le championnat. |
| JS Gauloise Saint-Louisienne Excelsior Jeanne d'Arc AS Sainte-Suzanne AF Saint-Louis JS Sainte-Rosienne Saint-Denis FC ACF Piton Saint-Leu Tamponnaise Trois-Bassins FC JSSP St-Pauloise Ravine Blanche                                                           |

| Équipe              | Ville             | Stade                            | Capacité | Classement 2023       |
| ------------------- | ----------------- | -------------------------------- | -------- | --------------------- |
| AS Excelsior        | Saint-Joseph      | Stade Raphaël Babet              | 1 200    | 1er                   |
| JS Saint-pierroise  | Saint-Pierre      | Stade Michel Volnay              | 8 010    | 2e                    |
| La Tamponnaise      | Le Tampon         | Stade Klébert-Picard             | 3 000    | 3e                    |
| Saint-Denis FC      | Saint-Denis       | Stade de la Redoute              | 2 500    | 4e                    |
| SS Jeanne d'Arc     | Le Port           | Stade Lambrakis                  | 1 058    | 5e                    |
| Trois-Bassins FC    | Les Trois-Bassins | Stade Serge Saint-Alme           | NC       | 8e                    |
| Saint-Pauloise FC   | Saint-Paul        | Stade Paul-Julius-Bénard         | 8 000    | 7e                    |
| AF Saint-Louisien   | Saint-Louis       | Stade Théophile Hoarau           | 2 500    | 8e                    |
| AS Sainte-Suzanne   | Sainte-Suzanne    | Stade Georges Repiquet           | 600      | 9e                    |
| ACF Piton Saint-Leu | Saint-Leu         | Stade municipal Christol Marivan | 700      | 10e                   |
| JS Sainte-Rosienne  | Sainte-Rose       | Stade Thérésien Cadet            | 1 000    | 1er (Super 2 Poule A) |
| SS Saint-Louisienne | Saint-Louis       | Stade Théophile Hoarau           | 2 500    | 1er (Super 2 Poule B) |
| JS Gauloise         | Bras-Panon        | Stade Paul Moreau                | 1200     | 1er (Super 2 Poule C) |
| Ravine Blanche FC   | Saint-Pierre      | Stade Michel Volnay              | 8 010    | 2e (Super 2 Poule C)  |

## Compétitions

### Classement
| Rang | Équipe               | Pts | J  | G  | N | P  | Bp | Bc  | Diff |
| ---- | -------------------- | --- | -- | -- | - | -- | -- | --- | ---- |
| 1    | AS ExcelsiorT        | 89  | 26 | 19 | 6 | 1  | 62 | 13  | +49  |
| 2    | Saint-Pauloise FC    | 83  | 26 | 17 | 6 | 3  | 49 | 14  | +35  |
| 3    | La Tamponnaise       | 80  | 26 | 16 | 6 | 4  | 76 | 19  | +57  |
| 4    | JS Saint-Pierroise   | 78  | 26 | 15 | 7 | 4  | 46 | 18  | +28  |
| 5    | Saint-Denis FC       | 76  | 26 | 15 | 5 | 6  | 56 | 22  | +34  |
| 6    | SS Jeanne d'Arc      | 70  | 26 | 12 | 8 | 6  | 34 | 22  | +12  |
| 7    | AF Saint-Louis       | 59  | 26 | 8  | 9 | 9  | 24 | 28  | -4   |
| 8    | ATCF Piton Saint-Leu | 55  | 26 | 8  | 5 | 13 | 28 | 38  | -10  |
| 9    | JS Sainte-RosienneP  | 52  | 26 | 7  | 5 | 14 | 22 | 33  | -11  |
| 10   | SS Saint-LouisienneP | 51  | 26 | 6  | 7 | 13 | 29 | 42  | -13  |
| 11   | Trois-Bassins FC     | 51  | 26 | 7  | 4 | 15 | 24 | 41  | -17  |
| 12   | AS Sainte-Suzanne    | 49  | 26 | 7  | 3 | 16 | 29 | 57  | -28  |
| 13   | Ravine Blanche FCP   | 48  | 26 | 5  | 7 | 14 | 21 | 48  | -27  |
| 14   | JS GauloiseP         | 29  | 26 | 1  | 0 | 25 | 13 | 108 | -95  |

|  | Champion de La Réunion    |
|  | Barrage de relégation     |
|  | Relégation en 2e division |

 (T) Tenant du titre
 (P) Promu

## Barrage de relégation
|  |  | - |  |  |  |
|  |  |   |  |  |  |

## Meilleurs buteurs
mise à jour : 3 novembre 2024
| Rang | Joueur               | Club               | Buts |
| 1    | Angelo               | AS Excelsior       | 17   |
| 2    | Jean-Michel Fontaine | JS Saint-Pierroise | 15   |
| 3    | Assoumani Akbar      | Saint-Denis FC     | 15   |
| 4    | Anjy Vardapin        | JS Saint-Pierroise | 12   |
| 5    | Mamoudou Diallo      | Saint-Denis FC     | 11   |